# My Days of Mercy
Pour les articles homonymes, voir Mercy.
Pour plus de détails, voir Fiche technique et Distribution.
My Days of Mercy est un film américano-britannique réalisé par Tali Shalom-Ezer présenté au festival international de Toronto en 2017, et sorti en 2019.

## Synopsis
La fille d'un homme dans le couloir de la mort tombe amoureuse d'une femme opposée à la cause politique de sa famille.

## Fiche technique
- Titre : My Days of Mercy
- Réalisation : Tali Shalom-Ezer
- Scénario : Joe Barton
- Producteur :
- Société de production : Killer Films, Lexis Media
- Montage :
- Photographie :
- Musique :
- Langue d'origine : Anglais
- Pays d'origine :  États-Unis  Royaume-Uni
- Genre : Drame, romance saphique
- Lieux de tournage : Cincinnati, Ohio, États-Unis
- Durée : 103 minutes
- Date de sortie :
  -  Canada 8 septembre 2017 au Festival international du film de Toronto
  -  États-Unis 11 janvier 2018 au Festival international du film de Palm Springs

## Distribution
- Kate Mara : Mercy
- Elliot Page : Lucy (crédité Ellen Page)
- Elias Koteas : Simon
- Amy Seimetz : Martha
- Brian Geraghty : Weldon
- Beau Knapp : Toby
- Charlie Shotwell : Benjamin
- Tonya Pinkins : Agatha
- Jake Robinson : Ian
- Jordan Trovillion : Katlin
- Jerry Pope
- Bishop Stevens
- Anita Farmer Bergman
- William Willet
- Carly Tamborski